# Torre Ciana
La Torre Ciana si trova all'estremità meridionale del Monte Argentario, sulle pendici di un promontorio situato alcuni chilometri a ovest rispetto alla non lontana Torre Avvoltore, raggiungibile attraverso la strada panoramica costiera.

## Storia
La struttura difensiva costiera fu costruita dai Senesi nel corso del Quattrocento, probabilmente su progetto di Francesco di Giorgio Martini, per rafforzare il sistema difensivo lungo il tratto litoraneo meridionale del territorio della Repubblica di Siena. La torre era stata infatti realizzata su un promontorio con funzioni di avvistamento e di difesa attiva e passiva lungo il tratto costiero meridionale dell'Argentario.
Nella seconda metà del Cinquecento, la torre divenne uno dei punti di riferimento per il sistema difensivo dello Stato dei Presidii; in questo periodo la struttura venne ulteriormente fortificata dagli Spagnoli al fin di migliorarne la funzionalità.
La torre subì gravi danneggiamenti a seguito di una violenta incursione piratesca avvenuta poco prima della metà del Settecento, più precisamente nel 1740. Dopo aver ripreso le sue funzioni, divenne un temporaneo presidio napoleonico agli inizi dell'Ottocento, per poi passare in seguito nel territorio amministrato dal Granducato di Toscana.
Definitivamente dismessa dopo l'Unità d'Italia, nel 1877 fu venduta a privati.

## Aspetto

Torre Ciana vista dal mare

La Torre Ciana si presenta come una struttura architettonica a pianta circolare, disposta su tre livelli, con un possente basamento a scarpa cordonato sul quale trova appoggio la parte superiore dell'edificio turriforme.
Le pareti esterne si presentano con alcuni tratti rivestiti in pietra ed altri con intonaco scialbato; in alcuni punti si aprono feritoie e piccole finestre da cui venivano svolte, in caso di necessità, le funzioni di difesa attiva.
La porta di accesso è situata al piano rialzato, sopra il cordone del basamento a scarpa, ma è rimasta isolata a seguito della scomparsa dell'originaria rampa di scale esterna che vi conduceva; la parte alta, priva di coronamento, presenta i segni del degrado e dell'abbandono dell'ultimo secolo, pur essendo visibili i resti di mensole sporgenti che costituivano l'appoggio per l'originario coronamento sommitale.
La torre è circondata dai resti delle cortine murarie che cingevano il fortilizio eretto dagli Spagnoli nella seconda metà del Cinquecento, dai quali è possibile identificare la pianta trapezoidale che lo caratterizzava, addossandosi con il lato corto alla parete esterna della torre rivolta verso terra.